# Lutjanus lemniscatus
Lutjanus lemniscatus és una espècie de peix de la família dels lutjànids i de l'ordre dels perciformes.

## Morfologia
- Els mascles poden assolir 65 cm de longitud total.[2][3]

## Alimentació
Menja peixos i invertebrats bentònics.

## Hàbitat
És un peix marí de clima tropical i associat als esculls de corall que viu entre 70-80 m de fondària.

## Distribució geogràfica
Es troba a Moçambic i des del sud de l'Índia i Sri Lanka fins a les Filipines, Nova Guinea i Austràlia.